# Алимов, Рашид Кутбудинович
Рашид Кутбудинович Алимов — советский хозяйственный, государственный и политический деятель.

## Биография
Родился в 1953 году в Душанбе. Член КПСС.
С 1974 года — на хозяйственной, общественной и политической работе. В 1974—2010 гг. — заместитель председателя профсоюзного комитета Таджикского государственного университета им. В. И. Ленина, заведующий лекторской группой отдела пропаганды и культурно-массовой работы ЦК ЛКСМ Таджикистана? инструктор отдела пропаганды и агитации Фрунзенского районного комитета КП Таджикистана, инструктор отдела пропаганды и агитации Душанбинского городского комитета КП Таджикистана, инструктор, заведующий лекторской группой, заместитель заведующего отделом пропаганды и агитации ЦК ВЛКСМ, директор Международного пресс-центра XII Всемирного фестиваля молодежи и студентов, первый секретарь ЦК ЛКСМ Таджикистана, первый секретарь Фрунзенского районного комитета КП Таджикистана, второй секретарь Душанбинского городского комитета КП Таджикистана, государственный советник Президента Республики Таджикистан, Министр иностранных дел Республики Таджикистан, Постоянный представитель Республики Таджикистан при ООН, заместитель Председателя Генеральной Ассамблеи ООН, Чрезвычайный и Полномочный Посол Республики Таджикистан в Китайской Народной Республике, постоянный представитель Республики Таджикистан при Шанхайской организации сотрудничества.
Избирался депутатом Верховного Совета Таджикской ССР 11-го созыва, народным депутатом Таджикской ССР. Делегат XIX партконференции.